# 泉水街道
泉水街道，是中华人民共和国辽宁省大連市甘井子區下辖的一个乡镇级行政单位。

## 行政区划
泉水街道下辖以下地区：
锦泉社区、阳光社区、友好社区、奥林社区、泉华社区、龙鑫社区、龙畔社区、龙河社区、骏腾社区、龙园社区、龙溪社区、龙滨社区、盛景社区、友佳社区、友园社区、友邻社区和泉水社区。